# 南山 (白井市)
南山（みなみやま）は、千葉県白井市の町丁。現行行政地名は南山一丁目から南山三丁目。郵便番号270-1423。

## 地理
北から南は根、南西は池の上、西は堀込に隣接している。

### 地価
住宅地の地価は、2014年（平成26年）1月1日の公示地価によれば、南山2-5-10の地点で8万7300円/m2となっている。

## 世帯数と人口
2017年（平成29年）10月31日現在の世帯数と人口は以下の通りである。
| 丁目       | 世帯数    | 人口    |
| ---------- | --------- | ------- |
| 南山一丁目 | 1,018世帯 | 2,414人 |
| 南山二丁目 | 137世帯   | 359人   |
| 南山三丁目 | 191世帯   | 475人   |
| 計         | 1,346世帯 | 3,248人 |

## 小・中学校の学区
市立小・中学校に通う場合、学区は以下の通りとなる。
| 丁目       | 番地 | 小学校             | 中学校             |
| ---------- | ---- | ------------------ | ------------------ |
| 南山一丁目 | 全域 | 白井市立南山小学校 | 白井市立南山中学校 |
| 南山二丁目 | 全域 | 白井市立南山小学校 | 白井市立南山中学校 |
| 南山三丁目 | 全域 | 白井市立南山小学校 | 白井市立南山中学校 |

## 施設

### 一丁目
- 白井市立南山小学校
- 白井市立南山中学校
- まこと南山幼稚園
- 白井市立南山保育園
- 南山一丁目自治会集会所
- 南山公園
- 居向児童公園

### 二丁目
- 南山二丁目自治会集会所
- 北の下児童公園

### 三丁目
- 南山三丁目自治会集会所

## 交通

### 鉄道
地内に鉄道は通っていない。復にある北総鉄道北総線の白井駅が利用できる。

### 道路
- 国道
  - 国道464号